# ماساتوشي واكاباياشي
ماساتوشي واكاباياشي هو سياسي ياباني، ولد في 4 يوليو 1934 في Shinonoi ‏ في اليابان. نشط حزبياً في الحزب الليبرالي الديمقراطي الياباني. وقد انتخب وزير البيئة ‏ (26 سبتمبر 2006 – 27 أغسطس 2007) وانتخب عضو مجلس المستشارين ‏ (26 يوليو 2007 – 2 أبريل 2010) وانتخب عضو مجلس النواب الياباني ‏.